# L'Intruse (série télévisée)
Production
Diffusion
L'Intruse est une série télévisée française réalisée par Shirley Monsarrat d'après un scénario de Nathalie Abdelnour et Nathalie Saugeon, et diffusée en France les 5 et 12 mars 2025 sur France 2.
Ce thriller est une coproduction de Tetra média fiction, Beaubourg audiovisuel et France Télévisions réalisée pour France 2.
Au Festival TV de Luchon 2025, L'Intruse remporte le prix de la meilleure série, ainsi que le prix de la meilleure réalisation pour Shirley Monsarrat et celui du meilleur scénario pour Nathalie Abdelnour et Nathalie Saugeon.

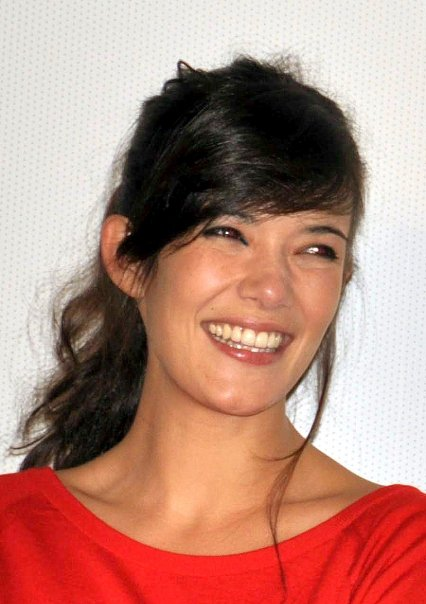
Mélanie Doutey.

## Synopsis
Épuisé par son dernier né Orso et de la gestion de ses deux aînés, Paula Martel, 40 ans, reprend le travail au terme de son congé maternité. Son mari Jérôme et elle décident d'embaucher une jeune fille au pair pour les aider. Ils recrutent Tess qui, très vite, développe une très bonne relation avec le bébé et se révèle indispensable dans la maison.
Cependant, Paula a des doutes sur cette jeune nounou, mais elle est la seule à ressentir cela.
Il apparaît rapidement que la nounou irlandaise qui devait se présenter chez les Martel juste avant Tess a été agressée non loin de chez eux.
Plus tard, Aline Blaumet, la voisine, après avoir découvert sur des vidéos de surveillance que Tess a participé au cambriolage de son agence immobilière, vient menacer la jeune nounou d'enquêter sur elle. Tess transfère alors une empreinte digitale de Paula sur une seringue, fait livrer à la maison, au nom de Jérôme, qui est dermatologue, un colis de flacons de toxine botulique, dont Paula signe le reçu, et assassine Aline en injectant la toxine dans sa boisson avant de jeter la seringue dans la poubelle de Paula.
Paula, que tout accuse, est arrêtée par la capitaine Bouazid mais son avocat obtient le maintien en liberté provisoire de sa cliente car elle allaite son bébé.
Profitant de sa liberté provisoire, elle mène sa propre enquête et découvre que Tess est en fait Océane Pierinelli, la fille de Christelle Pierinelli qui a connu Jérôme Martel durant sa jeunesse. Océane, qui a repris le nom de Tess, une camarade de foyer d'accueil qui s'était suicidée dans des conditions suspectes, est convaincue que Jérôme est son père et c'est pour se rapprocher de lui qu'elle s'est fait engager comme nounou chez les Martel.
Chez les Martel, Tess reçoit un de ses copains et le tue lorsque celui-ci l'accuse d'être en plein délire de filiation.
Pendant ce temps, l'enquête de la police révèle que la seringue ne venait pas du stock de matériel médical de Jérôme mais a été achetée à la pharmacie située en face de la mairie. En l'absence de caméras de vidéosurveillance, la capitaine Bouazid collecte les photos prises lors des mariages qui ont eu lieu à la mairie le jour de l'achat de la seringue.
La vérité éclate lorsque le visage de la nounou machiavélique apparaît sur une des photos.
Tess s'enfuit avec Orso. Une alerte enlèvement  est déclenchée. Paula devine le lieu où s'est rendu Tess avec son fils et prévient la police. Tess s'enfonce dans les vagues avec le bébé dans les bras. Paula la poursuit dans les vagues et parvient à se faire remettre son fils après négociation avec Tess. La police arrive sur place et procède à l'arrestation de Tess.

## Distribution
- Mélanie Doutey : Paula Martel
- Éric Caravaca : Jérôme Martel
- Lucie Fagedet : Tess / Océane Pierinelli
- Hélie-Rose Dalmay : Camille, la fille de Paula et Jérôme
- Zacharie Heintz : Basile, le fils de Paula et Jérôme
- Léonie Simaga : Aline Blaumet, la voisine
- Clément Sibony : Nicolas Blaumet, le voisin
- Lola Naymark : capitaine Adèle Bouazid
- Alain Doutey : Alain, le père de Paula
- Mariama Gueye : Elsa, la patronne de Paula
- Ilona Bachelier : Ludivine, collègue de Paula
- Louise Massin : Daphné, collègue de Paula
- Anne Loiret :  Karsenty, la psychiatre de Paula
- Béatrice Facquer : Christelle Pierinelli, la maman d'Océane / Tess
- Léandro Ferrao Le Corvec : Orso 1
- Lissandro Ferrao Le Corvec : Orso 2
- Marcus Beauvais : Orso 3
- Romain Losi : avocat de Paula
- Laurence Pierre : Maud Perrera, de la famille d'accueil
- Syrus Shahidi : chef de service du foyer d'accueil
- Hervé Dandrieux : Dr Goldschmidt, le psy d'Océane / Tess
- Diane Douzillé : présentatrice TV
- Jessica Berthe Godart : juge d'instruction

## Production

### Genèse et développement
Ce thriller est une coproduction de Tetra média fiction, Beaubourg audiovisuel et France Télévisions réalisée pour France 2,,, avec la participation du Centre national du cinéma et de l'image animée ainsi que le soutien de la région Nouvelle-Aquitaine et du département de la Gironde.
La série (initialement appelée Rivales) est créée et écrite par Nathalie Abdelnour et Nathalie Saugeon, et réalisée par Shirley Monsarrat,,.
Elle est présentée en compétition au Festival TV de Luchon 2025.
Quand Jean-Christophe Nurbel, du site Bulles de Culture, lui demande ce qui l'a séduite dans ce projet, la réalisatrice Shirley Monsarrat répond : « Ce qui m'a plu, c'était ce mécanisme d'engrenage jouissif et jubilatoire dans lequel tombe malheureusement Paula. C'était chouette de pouvoir défendre ce personnage qui va devoir se battre pour sauver son foyer et de créer cette nounou maléfique avec les codes du genre et l'uniforme qu'elle finit par abandonner au fur et à mesure de la série. ».

### Attribution des rôles
Le rôle de la mère de famille est confié à Mélanie Doutey. La réalisatrice Shirley Monsarrat explique : « Clara Sheller est la première série française que j'ai vue à la télévision. Je savais donc Mélanie capable de jouer à la fois du drame et de la comédie. ». L'actrice n'a pas hésité une seconde : « On voit rarement une histoire qui met en scène deux femmes sans parler de compétition féminine. ».
Mélanie Doutey précise à Jean-Christophe Nurbel, du site Bulles de Culture, ce qui l'a séduite dans ce projet : « Un personnage qui s'épanouit dans la force et dans l'adversité exactement, c'est ce qui m'a beaucoup touchée. ».
Le choix de la nounou a été moins évident, comme l'explique Shirley Monsarrat : « On a vu plein de filles mais c'est Lucie Fagedet qui s'est imposée. Jusqu'à présent, elle était un peu cantonnée à des rôles de jeune fille parfaite. Mais ayant eu la chance de la diriger sur la série Skam, je l'imaginais très bien dans ce nouveau registre. ».

### Tournage
Le tournage de la série a lieu du 15 avril au 17 juin 2024 en région Nouvelle-Aquitaine,,.
Des scènes sont tournées, entre autres, dans la région du bassin d'Arcachon (sur la plage Pereire d'Arcachon et sur la plage de la Lagune à La Teste) puis dans le quartier de Caudéran à Bordeaux,.
La productrice Léa Gabrié explique : « On voulait une ambiance à la Desperate Housewives ou Big Little Lies, où tout est lié par les maisons. L'entourage a vraiment son importance, on cherchait un quartier où l'on pouvait recréer cette sensation-là. ».

### Fiche technique
Sauf indication contraire, les informations mentionnées dans cette section peuvent être confirmées par la base de données cinématographiques Allociné,  présente dans la section « Liens externes ».
- Titre français : L'Intruse
- Genre : thriller[7]
- Création : Nathalie Abdelnour
- Réalisation : Shirley Monsarrat[1],[6],[4],[7]
- Scénario : Nathalie Abdelnour et Nathalie Saugeon[1],[6],[3],[7]
- Musique : Owlle[3],[7]
- Décors : Daniel Schietse[3],[7]
- Photographie : Paul Morin[3],[7]
- Son : Yvan Dacquay[3],[7]
- Montage : Léa Masson, Claire Fieschi[3],[7]
- Costumes : Elisabeth Bornuat[7]
- Maquillage : Diane Jaurey
- Coiffure : Jean Muah
- Production : Léa Gabrié[3]
- Sociétés de production : Tetra média fiction, Beaubourg audiovisuel et France Télévisions[1],[2],[4]
- Société de distribution : ITV Studios
- Pays de production :  France
- Langue originale : français
- Format : couleur
- Nombre de saisons : 1
- Nombre d'épisodes[1],[2] : 4
- Durée : 52 minutes[1],[2]
- Dates de première diffusion :
  - France : 5 mars 2025 sur France 2[5],[11]

## Épisodes
1. L'idylle
2. Piégée
3. La chute
4. La revanche

## Accueil

### Audiences et diffusion

#### En France
En France, la série est diffusée le mercredi à 21 h 10 sur France 2 par salve de deux épisodes les 5 et 12 mars 2025.
| Épisode              | Diffusion             | Diffusion            | Audience moyenne          | Audience moyenne                       | Audience moyenne         | Audience moyenne | Réf.   |
| Épisode              | Jour                  | Horaire              | Nombre de téléspectateurs | Part de marché (sur les 4 ans et plus) | Part de marché (FRDA-50) | Classement       | Réf.   |
| -------------------- | --------------------- | -------------------- | ------------------------- | -------------------------------------- | ------------------------ | ---------------- | ------ |
| 1                    | Mercredi 5 mars 2025  | 21 h 10 - 22 h 00    | 2 850 000                 | 14,5 %                                 | 5,4 %                    | 1er              | [ 12 ] |
| 2                    | Mercredi 5 mars 2025  | 22 h 00 - 23 h 00    | 2 320 000                 | 13,9 %                                 | 4,4 %                    | 1er              | [ 12 ] |
| 3                    | Mercredi 12 mars 2025 | 21 h 10 - 22 h 00    | 2 310 000                 | 12 %                                   | 6 %                      | 2e               | [ 13 ] |
| 4                    | Mercredi 12 mars 2025 | 22 h 00 - 22 h 55    | 2 170 000                 | 13,2 %                                 | 5,7 %                    | 2e               | [ 13 ] |
|                      |                       |                      |                           |                                        |                          |                  |        |
| Moyenne de la saison | Moyenne de la saison  | Moyenne de la saison | 2 410 000                 | 13,4 %                                 | 5,4 %                    |                  | [ 14 ] |

- Les plus hauts chiffres d'audience
- Les plus bas chiffres d'audience

### Distinctions
- Festival TV de Luchon 2025[15] : 
  - prix de la meilleure série
  - prix de la meilleure réalisation pour Shirley Monsarrat
  - prix du meilleur scénario pour Nathalie Abdelnour et Nathalie Saugeon

### Accueil critique
Alexandre Letren, du site VL-Media, est enthousiaste : « Lucie Fagedet délivre une véritable performance. Elle se montre inquiétante quand il le faut, sans jamais basculer dans du « grand guignol » qui ternirait son jeu, en faisant tout passer par son regard d'une intensité folle […] Mais elle est aussi capable de nous bouleverser (et donc de retourner le public) avec des scènes ultra-maîtrisées. ». Et, face à elle, Alexandre Letren souligne l'importance de Mélanie Doutey et de son sens de l'émotion juste.
Le magazine Télé-Loisirs souligne que l'émotion « est au rendez-vous grâce à ses deux actrices principales, Mélanie Doutey, très proche dans la vraie vie de la comédienne Alexandra Lamy, et Lucie Fagedet. Toutes deux sont remarquables dans des personnages et des tonalités aussi complexes que diamétralement opposés. Elles sont le cœur de cette fiction dérangeante, déroutante et singulière. ».
Le Parisien rappelle que « Mélanie Doutey, si fragile et si forte, a l'art et la manière de montrer ses failles, ses doutes, et d'en faire une force ».
Pour Jean-Christophe Nurbel, du site Bulles de Culture, « passé un premier épisode, certes intrigant mais à la mise en place un peu lente, la série L'intruse trouve son rythme de croisière dans un premier récit angoissant, paranoïaque et addictif puis dans une course contre la montre et une quête de vérité qui, heureusement, ne déçoivent pas à la fin. ».